# BK Häcken (femenino)
El BK Häcken anteriormente llamado Kopparbergs/Göteborg FC es un club de fútbol femenino sueco con sede en la ciudad de Gotemburgo. Juega en la Damallsvenskan, máxima categoría del fútbol femenino en Suecia y hace de local en el Bravida Arena, con una capacidad para 6.500 espectadores. Es la sección femenina del BK Häcken.
El club ganó su primera Damallsvenskan en 2020.

## Historia

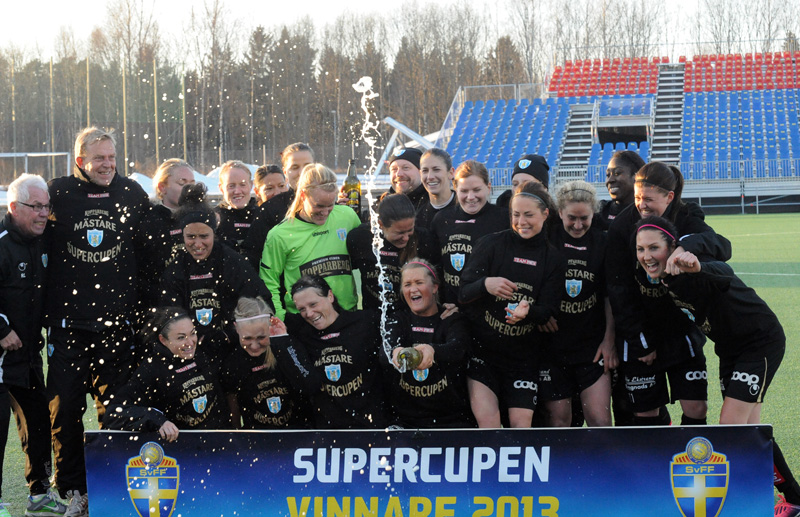
Celebrando la victoria en la Supercopa 2013

Fue fundado en 1970 como Landvetters IF. En 1996 ascendió a la Damallsvenskan, y desde 2000 está patrocinado por la cervecera Kopparbergs. 
En 2004 tomó el nombre de Kopparbergs/Göteborg FC luego de trasladarse del barrio de Landvetter al centro de la ciudad. El club se fue asentado gradualmente en la parte alta de la tabla, y entre 2011 y 2013 ganó dos Copas y una Supercopa y debutó en la Liga de Campeones.
El equipo ganó su primera liga en 2020. El 29 de diciembre de 2020, la dirigencia del club anunció su intención de dejar de operar el equipo en la Damallsvenskan. Dos días después, cambió de postura y declaró que disputarían la temporada 2021. Sin embargo, el 28 de enero, el Kopparbergs/Göteborg FC se convirtió en la sección femenina del BK Häcken, un club de fútbol masculino también con sede en Gotemburgo y que juega en la máxima categoría.

## Palmarés
- Damallsvenskan (1): 2020
- Copa de Suecia Femenina (2): 2011, 2012
- Supercopa femenina de Suecia (1): 2013